# Ağcaalan, Erbaa
Ağcaalan là một xã thuộc huyện Erbaa, tỉnh Tokat, Thổ Nhĩ Kỳ. Dân số thời điểm năm 2011 là 241 người.